# Deori (Bilaspur)
Deori é uma vila no distrito de Bilaspur, no estado indiano de Chhattisgarh.

## Geografia
Deori está localizada a 21° 27′ N, 82° 37′ L. Tem uma altitude média de 247 metros (810 pés).

## Demografia
Segundo o censo de 2001, Deori tinha uma população de 11 636 habitantes. Os indivíduos do sexo masculino constituem 52% da população e os do sexo feminino 48%. Deori tem uma taxa de literacia de 62%, superior à média nacional de 59,5%. A literacia no sexo masculino é de 72%, e de 52% no sexo feminino. Em Deori, 16% da população está abaixo dos 6 anos de idade.